# Let All That We Imagine Be the Light
Let All That We Imagine Be the Light es el octavo álbum de estudio de la banda estadounidense de rock alternativo Garbage, y se publicó el 30 de mayo de 2025 a través del sello BMG. Se grabó entre 2022 y 2024, con sesiones en dos estudios de California y en la habitación de Shirley Manson. Fue producido por la banda y el productor Billy Bush.
Musicalmente, Let All That We Imagine Be The Light se aleja de las ideas sociopolíticas de No Gods No Masters (2021) y presenta letras y temas más optimistas. Para promocionar el álbum, Garbage lanzó los sencillos "There's No Future in Optimism" y "Get Out My Face AKA Bad Kitty", y anunció la gira Happy Endings. La crítica musical elogió la profundidad emocional del disco, y algunos lo calificaron como el mejor álbum publicado por la banda desde su debut homónimo.

## Antecedentes
En julio de 2022, la vocalista Shirley Manson declaró que Garbage había comenzado a componer para el álbum que seguiría a No Gods No Masters a principios de año. La grabación y producción del álbum se verían interrumpidas posteriormente por dos giras de conciertos y afectadas por incidentes personales, como las cirugías de Manson en 2023 y 2024, el bloqueo creativo y la muerte de su perra Veela. Durante los dos años siguientes, se incumplieron varios plazos y el lanzamiento del álbum se pospuso hasta 2025, de un plan inicial de terminarlo para la primavera de 2023. Durante la grabación del álbum, la banda también lanzó dos EP: Witness to Your Love en 2023 y Lie to Me en 2024, como parte del Record Store Day. Manson explicó que la composición del álbum estuvo influenciada por su cirugía de reemplazo de cadera en 2023, durante la cual estuvo postrada en cama y bajo la influencia de analgésicos. "Definitivamente influyó en mi forma de escribir, porque no estaba completamente cuerda; estás en un estado diferente. Así que se puede percibir algo de ese sufrimiento en el álbum", reveló.
Grabado durante varios conflictos internacionales, como la invasión rusa de Ucrania, el conflicto Congo-Ruanda y el conflicto israelí-palestino, a pesar de la intención inicial de grabar el álbum "desde cero", la banda admitió que era inevitable que los temas sociales y políticos comenzaran a afectarlo. Sin embargo, en comparación con su álbum anterior, la banda eligió la esperanza en lugar de la indignación: "Todos pensábamos que si nos sumergíamos en la indignación probablemente moriríamos de pena. Así que intentamos buscar algo un poco más positivo, y el álbum trata sobre encontrar el amor en el mundo como una herramienta para combatir todo el odio que sentimos", explicó Manson.
La idea de incluir un pulpo en la portada del álbum fue propuesta por Manson mientras buscaban referencias al número ocho en el álbum. Lo escribió en la pizarra del estudio donde trabajaba la banda y con el tiempo se convirtió en una metáfora de la banda y su forma de trabajar. "Es una criatura extraña que acecha en las sombras, una figura solitaria con ocho extremidades que siempre se extienden en diferentes direcciones, pero tiene un cerebro central. Así es como funcionamos en el mundo. Y así, se convirtió en algo: llamamos a nuestro chat grupal 'Octopus', y se quedó", comentó Manson.
Inicialmente pensado para hacer referencia al pulpo en su título, el álbum se tituló a partir de una letra de la canción "Radical". Garbage hizo múltiples referencias al título del álbum, comenzando con una historia de Instagram el 18 de noviembre de 2024, que decía "Que todo lo que imaginamos / Sea la luz". Una publicación con la etiqueta #letallthatweimaginebethelight le siguió el 26 de noviembre. Dos publicaciones más que hacían referencia al título del álbum se hicieron el 31 de diciembre de 2024 y el 1 de enero de 2025, respectivamente. Manson dijo que el título "es la descripción perfecta de este nuevo disco en su conjunto. Cuando todo se siente oscuro, es imperativo buscar fuerzas luminosas, positivas y hermosas en el mundo. Es casi una cuestión de vida o muerte. Una estrategia de supervivencia". Manson añadió que el título refleja el deseo de resistir las fuerzas políticas negativas, incluyendo las amenazas a los derechos de las mujeres y las minorías, y el auge de los movimientos de derecha. "Se trata del poder de la mente, la imaginación y el espíritu, la capacidad de trascender la negatividad", enfatizó.

## Lanzamiento y promoción
"There's No Future in Optimism" fue anunciado como el primer sencillo del álbum por Vig en una entrevista con Portal ROCKline. Un breve video con la portada animada del álbum y un adelanto de la canción se subió a las redes sociales de la banda junto con el anuncio. La banda ensayó el tema con la intención de tocarlo en las fechas de su gira latinoamericana de 2025, sin embargo, su mánager les prohibió interpretar ninguna canción nueva antes del lanzamiento. 
El sencillo se lanzó el 9 de abril con un video musical dirigido por Benjy Kirkman y un estreno en el programa de Huw Stephens de BBC Radio 6 Music. El 9 de mayo, "Get Out My Face, también conocido como Bad Kitty", se lanzó como el segundo sencillo del álbum.

## Lista de canciones
Todas las canciones escritas y compuestas por Garbage. 
| N.º | Título                          | Duración |  |
| 1.  | «There's No Future in Optimism» | 3:20     |  |
| 2.  | «Chinese Fire Horse»            | 4:03     |  |
| 3.  | «Hold»                          | 4:33     |  |
| 4.  | «Have We Met (The Void)»        | 5:11     |  |
| 5.  | «Sisyphus»                      | 5:11     |  |
| 6.  | «Radical»                       | 4:20     |  |
| 7.  | «Love to Give»                  | 4:24     |  |
| 8.  | «Get Out My Face AKA Bad Kitty» | 4:36     |  |
| 9.  | «R U Happy Now»                 | 3:39     |  |
| 10. | «The Day That I Met God»        | 5:59     |  |